# Национальный центр кибербезопасности (США)
Национальный центр кибербезопасности (англ. National Cybersecurity Center, NCSC) — подразделение министерства внутренней безопасности США, созданное в марте 2008 года в соответствии с Национальной Директивой по безопасности Президента 54/Внутренней безопасности Президентской директивой 23 (NSPD-54/HSPD −23), находится в прямом подчинении министра внутренней безопасности. На Центр возложена защита сетей связи правительства США, включая мониторинг, сбор и обмен информацией о системах, принадлежащих АНБ, ФБР, Пентагону и министерству внутренней безопасности.
Первым директором Центра был назначен Род Бекстром, успешный предприниматель и соавтор бестселлера Морская звезда и паук о децентрализованных организациях. 5 марта 2009 года Бекстром подал в отставку с поста директора Центра. 11 марта 2009 года на пост директора Центра был назначен Фил Ретинджер, заместитель директора Директората национальной защиты и программ министерства внутренней безопасности, ранее работавший менеджером C-уровня в компании Microsoft.
Миссия Центра не была официально опубликована, сам Центр не упоминается в опубликованном Белым домом Обзоре политики кибербезопасности (англ. Cyber Security Policy Review), по неофициальным данным, приоритетом деятельности Центра является защита компьютерных и коммуникационных систем правительства США от внутренних и внешних угроз — один из высших национальных приоритетов.